# مسألة سقوط القط

تحتوي مسألة سقوط القط (بالإنجليزية: falling cat problem)‏ على شرح الفيزياء التي تتضمن على ما وراء الملاحظة الشائعة لمنعكس تصحيح القط cat righting reflex: كيف لقط يسقط سقوطاً-حراً بقلب نفسه بالاتجاه الأيمن-العلوي أثناء سقوطها، بغض النظر عن طريقة سقوطه في بادئ الأمر، بدون انتهاك قانون انحفاظ الزخم الزاوي conservation of angular momentum.
وإن كان مسلياً بعض الشيء، ودافعاً للتسائل، فإن حل هذه المشكلة ليست بتلك البساطة التي توحيها شكلها، بل أنها تؤدي إلى استخدام مواضيع رياضياتية عميقة، ومن ضمنها نظرية التحكم للأنظمة الهولونومية (تامة التقييد)، تخطيط الحركة الأمثل, اختزال لاغرانجي Lagrangian reduction, الهندسة التفاضلية, ونظرية المعيار لحقول يانغ-ميلس Yang-Mills field. ومن آخر نتائج هذه المشكلة، وبسبب ريتشارد مونتغمري, عُرفت باسم آخر وهو مبرهنة سقوط القط Falling Cat Theorem.

## قراءة المزيد
- Falling cats
- R. Montgomery. Gauge Theory of the Falling Cat, in: M.J. Enos (Ed.), Dynamics and Control of Mechanical Systems, American Mathematical Society, 1993, pp. 193–218.
- Michael Carl. Gauge Theory of the Falling Cat: A Review of R. Montgomery’s treatement
- Richard Montgomery's homepage, referring to the problem
- Lagrangian Reduction and the Falling Cat Theorem
- Kane T R, Scher M P. A dynamical explanation of the falling cat phenomenon. Int J Solids Structures, 1969, 5(5):663–670.
- Ge Xin-sheng and Chen Li-qun. Optimal control of nonholonomic motion planning for a free-falling cat. Applied Mathematics and Mechanics, Volume 28, Number 5, May 2007، pp. 601–607(7) doi:10.1007/s10483-007-0505-z
- Arabyan A, Tsai D. 1998. A distributed control model for the air-righting reflex of a cat. Biol. Cybern. 79:393–401.